# Єзерський В'ячеслав Вікентійович
В'ячеслав Вікентійович Єзерський (*13 квітня 1890, Заслав, нині Ізяслав, Хмельницька область — †8 грудня 1963, Москва) — російський письменник, брат Мілія Єзерського.

## Біографія
1906 року закінчив гімназію у Вінниці, а 1913 переїхав до Москви. 1921 року входив до Всеросійської спілки поетів. Писав переважно для дітей: 1923 року вийшла збірка його казок і оповідань «Сонечко сміється», а 1929 — віршовані збірки «М'ячик-пустун», «Тук-тук-тук», «Червоноармієць» та «Дощик — скляні ніжки».

Останнім його опублікованим твором став роман «Шевченко», виданий 1931 року і присвячений життю поета (від десятирічного віку до смерті). Всі його твори (повісті, поезії), написані пізніше, залишились недрукованими.
|                               | — А ты знаком с Гоголем? — спросил Костомаров, и лицо его стало серьезным. — Да, познакомились как-то. Только очень редко встречаемся. — А какое он произвел на тебя впечатление? — Произведения, конечно, огромное. Великий писатель. Сильно пишет. Ох, как сильно! По нервам так и бьет. Только не нравится мне, что он, малоросс, начавший так чудесно описывать Украину, изменил ей и перешел на сторону русских, стал писать на темы, которые, по-моему, совсем ему чужды. |
| — Вячеслав Езерский. Шевченко | |

Збірку дитячих віршів «М'ячик-пустун» переклала українською Марія Пригара (видана в Києві 1929 року).